# Les Violons du bal
Les Violons du bal is een Franse film van Michel Drach die werd uitgebracht in 1974.

## Verhaal
De film toont de pogingen van Michel, een filmregisseur, om een film te maken over zijn kindertijd tijdens de bezetting van Frankrijk door Nazi-Duitsland. Zijn zoektocht (gefilmd in zwart-wit) naar de nodige fondsen om zijn film te produceren wordt regelmatig doorsneden door zijn herinneringen (gefilmd in kleur) aan het tragisch wedervaren van zijn joodse familie tijdens de oorlogsjaren.
Dit soort mise en abyme wordt ondersteund door de keuze van de acteurs. Zo vertolkt hoofdrolspeelster Marie-Josée Nat zowel de moeder van de kleine Michel als de vrouw van de volwassen cineast Michel.  

## Rolverdeling
| Acteur                 | Personage                                   |
| ---------------------- | ------------------------------------------- |
| Marie-José Nat         | de vrouw en de moeder van Michel            |
| Jean-Louis Trintignant | Michel, de filmregisseur                    |
| Gabrielle Doulcet      | de grootmoeder                              |
| Michel Drach           | zichzelf                                    |
| David Drach            | zichzelf en Michel als kind                 |
| Christian Rist         | Jean, de broer van Michel en een contestant |
| Nathalie Roussel       | de zus van Michel                           |
| Paul Le Person         | de mensensmokkelaar                         |
| Guy Saint-Jean         | de andere mensensmokkelaar                  |
| Yves Afonso            | de cameraman                                |
| Noëlle Leiris          | de barones                                  |